# الترشيح الياباني لكأس العالم 2022
اليابان لكأس العالم 2022 هو العرض الرسمي الثاني من الاتحاد الياباني لكرة القدم. لو كان هذا العرض ناجحًا (حيث استطاعت دولة قطر الفوز بحق التنظيم للبطولة)، لكانت اليابان ستستضيف نهائيات كأس العالم للمرة الثانية وستكون أول استضافة فردية لها منذ أن تشاركوا كأس العالم 2002 مع كوريا الجنوبية عام 2002، ليُصبح الدولة السادسة التي تستضيف البطولة مرتين، بعد إيطاليا وفرنسا والمكسيك والبرازيل وألمانيا (الغربية). في 4 مايو 2010، قرر الفريق المسؤول عن ملف الاتحاد الياباني لكرة القدم التركيز فقط على الفوز بحق استضافة كأس العالم 2022.

## البرنامج
| التاريخ          | الاحداث                                                              |
| ---------------- | -------------------------------------------------------------------- |
| 15 يناير 2009    | تقديم الطلب رسميًا                                                    |
| 2 فبراير 2009    | الموعد النهائي لتقديم العرض                                          |
| 16 مارس 2009     | الموعد النهائي لتقديم استمارات تسجيل العروض المكتملة                 |
| 14 مايو 2010     | الموعد النهائي لتقديم التفاصيل الكاملة للعرض                         |
| 19-22 يوليو 2010 | لجنة التفتيش تزور اليابان                                            |
| 2 ديسمبر 2010    | يمنح الفيفا روسيا حق استضافة كأس العالم 2018، وقطر لكأس العالم 2022. |

## الملاعب المرشحة
اُقترح 12 ملعب للبطولة وهي:
| يوكوهاما               | سايتاما                  | فوكوروي                | أوساكا                               | تويوتا         | أويتا          |
| ---------------------- | ------------------------ | ---------------------- | ------------------------------------ | -------------- | -------------- |
| ملعب يوكوهاما الدولي أ | ملعب سايتاما 2002 أ      | ملعب شيزوكا "إيكوبا" أ | استاد ناغاي أو ملعب أوميدا كيتا يارد | ملعب تويوتا    | ملعب أويتا أ   |
| السعة: 70000           | السعة: 63000             | السعة: 50،000          | الاهلية: - ناجاي: 47000              | السعة: 45000   | السعة: 43000   |
|                        |                          |                        |                                      |                |                |
| نيغاتا                 | كاشيما                   | كوبي                   | سابورو                               | طوكيو          | طوكيو          |
| ملعب نيجاتا أ          | ملعب كاشيما لكرة القدم أ | ملعب كوبي وينج أ       | قبة سابورو أ                         | الاستاد الوطني | ملعب أجينوموتو |
| السعة: 42300           | السعة: 42000             | السعة: 42000           | السعة: 42000                         | السعة: 50،000  | السعة: 50،000  |
|                        |                          |                        |                                      |                |                |

أ : الملعب/الموقع المستخدم في كأس العالم 2002

## البث المتزامن ثلاثي الأبعاد
تعهدت اليابان بأنه إذا مُنحت حقوق استضافة مباريات كأس العالم 2022، فإنها ستعمل على تطوير تقنية تمكنها من توفير بث دولي مباشر للحدث ثلاثية الأبعاد، مما سيسمح لـ 400 ملعب في 208 دول بتزويد 360 مليون شخص بمشاهدة المباريات، بتغطية ثلاثية الأبعاد في الوقت الحقيقي للألعاب المعروضة على شاشات عملاقة، تم التقاطها بزاوية 360 درجة بواسطة 200 كاميرا عالية الدقة. ايضا كانت ستبث اليابان الألعاب في شكل ثلاثي الأبعاد إذا كانت التكنولوجيا اللازمة للقيام بذلك متاحة بحلول ذلك الوقت. بالإضافة إلى السماح لمشاهدي المباريات بمشاهدة الألعاب على شاشات مسطحة تعرض صورًا ثلاثية الأبعاد، فإن الإسقاط الهولوغرافي سيعرض الألعاب على ملاعب الاستاد، مما يخلق وهمًا أكبر بوجود اللاعبين في الواقع.
قام الفريق الياباني بتعيين عالم التكنولوجيا جون موراي من جامعة كيئو في خططهم لاستضافة الألعاب. أظهرت الدولة تقنية العرض الثلاثية الأبعاد في معرض NAB لعام 2009 باستخدام كاميرات متكاملة (يشار إليها أحيانًا باسم دقة عرض 8 كيلو بكسل 8K ) وإعادة بناء واجهة الموجة، وقد صرح موراي أن اليابان يمكنها تطوير الوسائل للتقنيات اللازمة ليتم تحقيقها بحلول عام 2016. صرح موراي والمدير العام للجنة تاكاتو ماروياما أنهما واثقان من أن هذا المسعى ممكن. سيتم تنظيم الحدث بالاشتراك مع كوريا الجنوبية. بالإضافة إلى الإسقاط، ستتوفر "سماعات أذن للترجمة" للسماح لمحبي الدول المختلفة بالتحدث مع بعضهم البعض. ستكون الأجهزة متاحة أيضًا والتي من شأنها أن تسمح للأشخاص بالتقاط معلومات حول اللاعبين على الفور من خلال الإشارة إليهم.

## شركاء العرض الرسميين
- شركة اديداس
- صحيفة أساهي
- تلفزيون فوجي
- الخطوط الجوية اليابانية
- جي تي بي العالمية للتسويق والسفر
- كينكي نيبون توريست
- شركة كيرين
- شركة Nikkei.
- نينتندو
- شبكة تلفزيون نيبون
- سفر نيشيتسو
- مجموعة Nisshin OilliO
- Pia Corp.
- سانكي شيمبون
- سوني
- شركة SKY Perfect JSAT
- طوكيو برودكاستنغ سيستم
- توبان للطباعة
- هيئة بث أساهي
- تلفزيون طوكيو
- يونيكلو

## الروابط الخارجية
- الصفحة الرئيسية للعرض الرسمي
- قناة يوتيوب الرسمية